# Clara Kovacic
Clara Kovacic es una compositora, música, bailarina y actriz argentina.

## Biografía
Nacida en Olivos, en una familia de origen croata. Estudió en el Colegio Northlands donde cursó el bachillerato internacional con especialización en teatro, egresándose en el año 2005. Vivió un año en Nueva York.
Estudió música en el Conservatorio Juan José Castro y en la carrera de Composición Musical de la Universidad Católica Argentina (UCA), donde se especializó en canto y piano. En 2016 editó el álbum Cantando al cielo, componiendo con guitarra y piano. Es políglota manejando idioma español, inglés, croata y francés.
Escribió las letras de las canciones de la obra teatral Macbeth en 2011.
Además, participó en Instrucciones para Juan Díaz en 2015, Baires en 2015, Educando a Nina en 2016, Tita en 2017, Las Estrellas en 2017, Crímenes de familia en 2020, y La sombra del gato en 2020.
En 2018 se estrena la película Jazmín de Samot Márquez, un thriller psicológico que termina siendo una comedia romántica y que fue preseleccionado en el Festival de Mar del Plata. 
Es conocida por su afición a las películas de terror. 
En 2020 fue parte de la película La parte oscura, que fue filmada y editada en pandemia.
Se la conoce como la «Reina del grito».
En 2020 participó de la película El juego de las cien velas.

## Filmografía

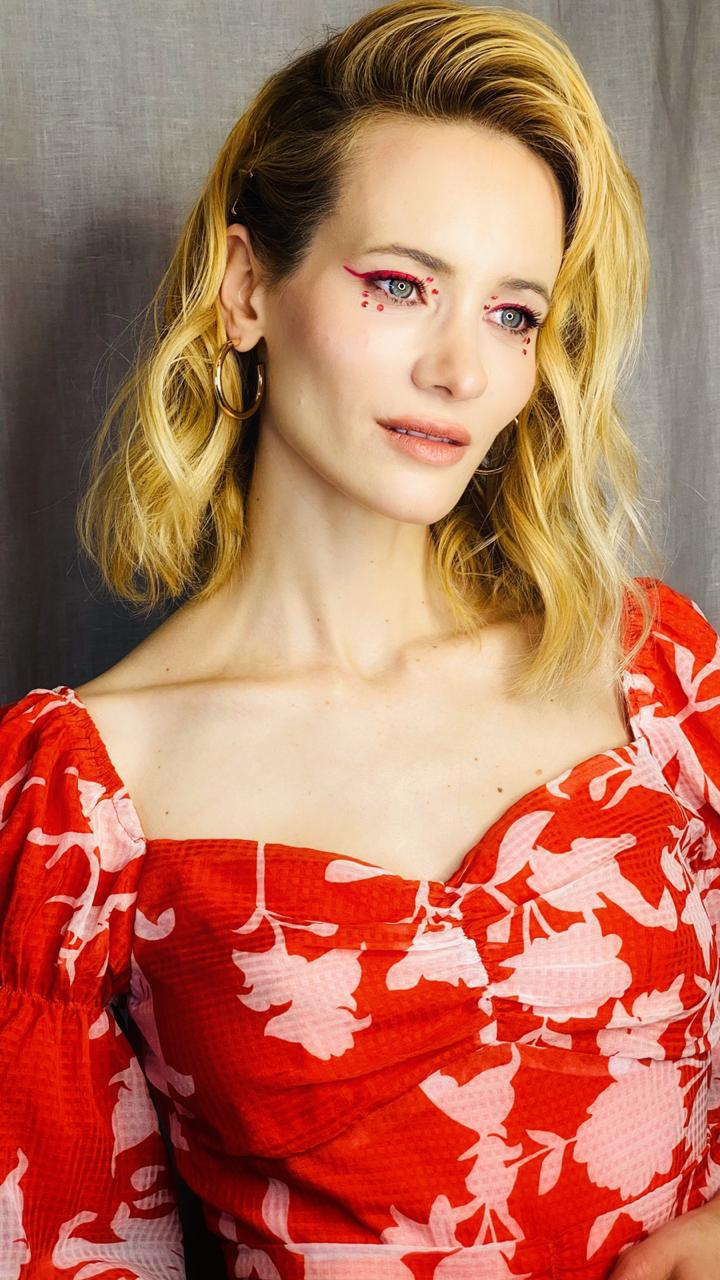
Clara Kovacic en 2020.

### Películas
| Año  | Título                             | Papel                   | Notas                |
| ---- | ---------------------------------- | ----------------------- | -------------------- |
| 2015 | Baires                             | Pasajera                |                      |
| 2015 | Instrucciones para Juan Díaz       | Mujer                   | Cortometraje         |
| 2017 | Yo soy así, Tita de Buenos Aires   | Amante del teatro       |                      |
| 2018 | Desde adentro                      | Mía                     | Cortometraje         |
| 2018 | Jazmín                             | Jazmín                  |                      |
| 2018 | Abrakadabra                        | Giovane Spettatrice     |                      |
| 2019 | Astrogauchos                       | Reportera               |                      |
| 2019 | A Night of Horror: Nightmare Radio | Madre / Sirena          |                      |
| 2019 | El gran combo                      | Rocío «Ro-Ro»           |                      |
| 2020 | Asylum                             | Asistente               | Segmento: Asylum     |
| 2020 | La parte oscura                    | Laura Prieto            |                      |
| 2020 | Crímenes de familia                | Secretaria de Echezabal |                      |
| 2020 | El juego de las cien velas         | Kristy                  |                      |
| 2021 | Refresh                            | Isabella                | Cortometraje         |
| 2021 | The Sketch                         | Elena                   | Cortometraje         |
| 2021 | Apps                               | Mujer                   | Segmento: Freak Date |
| 2021 | La sombra del gato                 | Azafata                 |                      |
| 2021 | Dark Web: Descent Into The Hel     |                         |                      |
| 2021 | Sola                               | María                   |                      |
| 2021 | El desarmadero                     | Isabel                  |                      |
| 2022 | El último zombi                    | Patricia «Pato»         |                      |
| 2022 | What The Water Left Behind: Scars  | Jane                    |                      |
| 2022 | Demonio eclipse rojo               | Antonia                 |                      |
| 2022 | Lennons                            | Sodera                  |                      |
| 2023 | El Ucumar                          | Josefina                |                      |
| 2023 | The Caregiver                      | Emma                    |                      |
| 2024 | El sótano                          | Alicia                  |                      |

### Televisión
| Año  | Título                               | Papel             | Notas                              |
| ---- | ------------------------------------ | ----------------- | ---------------------------------- |
| 2016 | Educando a Nina                      | Modelo            | Episodio: «Mara queda en libertad» |
| 2017 | Heidi, bienvenida a casa             | Ariana            | 4 episodios                        |
| 2017 | Las Estrellas                        | Modelo            | 1 episodio                         |
| 2019 | Argentina, tierra de amor y venganza | Prostituta croata | 1 episodio                         |
| 2020 | Separadas                            | Clara             |                                    |
| 2020 | Si solo si                           | Luisa             |                                    |
| 2021 | Pasaporte a la libertad              |                   | 2 episodios                        |
| 2022 | Limbo                                |                   | Episodio: «Volver»                 |
| 2022 | Robo mundial                         | Aurora            | 3 episodios                        |
| 2023 | Madame Requin                        | Sandrine Lepos    |                                    |

## Álbumes
- 2016, Cantando al cielo